# موکش امبانی
موکش دهیروبهای امبانی (به انگلیسی: Mukesh Dhirubhai Ambani؛ به گجراتی: મુકેશ ધીરૂભાઈ અંબાણી؛ زادهٔ ۱۹ آوریل ۱۹۵۷) کارآفرین هندی و رئیس و مدیر ارشد اجرایی ریلاینس اینداستریز است. او با دارایی خالص ۱۲۳٫۳ میلیارد دلار تا ژوئیه ۲۰۲۴، ثروتمندترین فرد در آسیا و یازدهمین ثروتمند جهان است. او مدیرعامل و مالک بیشترین میزان سهام در شرکت صنایع ریلاینس (بزرگ‌ترین شرکت خصوصی هند) با ۴۸٪ درصد سهام است. این شرکت در بخش‌های مختلف از جمله نفت، گاز، پتروشیمی، مخابرات و رسانه فعالیت می‌کند. او که گاهی یک توانگرسالار توصیف می‌شود، هم شهرت و هم بدنامی را به خود جلب کرده است؛ به این دلیل که گزارش‌هایی مبنی بر دستکاری بازار، فساد سیاسی، پارتی‌بازی و استثمار از سوی او به دست آمده است.
اکنون شرکت ریلاینس، در فهرست فورچون جهانی ۵۰۰ در رتبه ۹۹ از بزرگ‌ترین شرکت‌های جهان، قرار دارد. موکش و برادر کوچکترش آنیل، پسران دیروبهائی امبانی بنیانگذار شرکت ریلاینس هستند. موکش امبانی، مالک و بنیانگذار پالایشگاه جام‌نگر؛ (بزرگ‌ترین پالایشگاه نفت جهان) می‌باشد، که در شهر جام‌نگر، هند مستقر است و دارای ظرفیت پالایشی معادل ۶۶۰ هزار بشکه در روز می‌باشد.
موکش امبانی در سال ۲۰۱۶ شرکت مخابرات خودش، «جیو» (به انگلیسی: Jio) را راه انداخت؛ شرکتی که خدمات اینترنت پرسرعت را با قیمتی پایین ارائه می‌دهد. این شرکت در دو سال تبدیل به بزرگ‌ترین شبکه هند شد؛ شرکتی که در زمانی کوتاه بیشترین دسترسی به اینترنت را برای کاربران هندی فراهم کرده است.
موکش به همراه خانواده اش در یک خانهٔ ۲۷ طبقه‌ای در بمبئی با نام آنتیلیا زندگی می‌کنند. این ساختمان حدود ۱ میلیارد دلار قیمت گذاری شده و یکی از گران‌قیمت‌ترین ساختمان‌هایی است که تا به حال ساخته شده است.

## دوران تحصیل
موکش امبانی در مدرسه موریچکا در بمبئی تحصیل می‌کرد و بسیار هم موفق بود. خانواده امبانی تا دهه ۱۹۷۰ در یک آپارتمان دوخوابه، در شهر بمبئی روزگار می‌گذراندند.
محیطی که موکش در آن پرورش یافته بود، به دلیل شغل پدرش، هیچ‌گاه از کسب‌وکار جدا نبوده‌است. پس از پایان مدرسه موکش، در دانشگاه مومبای به تحصیل در رشته مهندسی شیمی پرداخت، سپس برای تحصیل در رشته ام‌بی‌ای، وارد دانشگاه استنفورد شد، اما پس از یک سال دانشگاه را رها کرد.

## آغاز فعالیت
در سال ۱۹۸۱ موکش ۲۴ ساله، در شرکت پدرش؛ یعنی صنایع ریلاینس، مشغول به کار شد و چندین کار ابتکاری برای شرکت، از جمله ادغام با شرکت‌های مختلفی از جمله نساجی، پلی‌استر و صنایع پتروشیمی، انجام داد.

## توسعه کسب‌وکار
آرزوی دروبای امبانی، برای گسترش شرکت در سطح جهانی چند سال بعد به حقیقت پیوست، یعنی زمانی که موکش ۶۰ برند جدید (تسهیلات ساخت‌وساز در سطح جهانی که همه دارای تکنولوژی‌های بسیار متنوعی بودند) ایجاد نمود.
این کار منجر به افزایش سودآوری شرکت و سپس افزایش تولید آن شد، به طوری که ظرفیت تولید شرکت ریلاینس از چند هزار تن، به بالای ۱۲ میلیون تن، در سال رسید. پس از آن امبانی، بزرگ‌ترین پالایشگاه نفت خام جهان را در هند تأسیس کرد، که ظرفیتی خارق‌العاده داشت.
امبانی سپس تصمیم گرفت، یکی از بزرگ‌ترین شرکت‌های مخابراتی تاریخ هند را تأسیس کند (شرکت ارتباطات ریلاینس). موکش این شرکت را به همراه برادرش آنیل بنا کرد، اما بعداً این دو برادر دو راه جداگانه را، با سهم یکسان از درآمد، دنبال کردند.
اگر این دو از هم جدا نمی‌شدند، احتمالاً ثروت خالص امبانی به ۸۵ میلیارد دلار می‌رسید. به علاوه به‌تازگی تحت رهبری او شرکت خرده‌فروشی ریلاینس، زنجیره فروشگاه‌های جدیدی را راه‌اندازی کرده‌است. موکش امبانی در سال ۲۰۰۷، ۱۵۰ میلیون دلار از دارایی‌اش را به همسرش بخشید.

## دستاوردها
امبانی به‌تازگی خانه‌ای به ارزش ۲ میلیارد دلار، در بمبئی ساخته‌است، که هم‌اکنون، گران‌ترین خانه جهان می‌باشد. موکش امبانی دستاوردها و افتخارات زیادی را در سطوح ملی و جهانی به دست آورده‌است. از جمله این دستاوردها می‌توان به عنوان چهل و پنجمین رهبر مورد احترام جهان از میان ۴ مدیر اجرایی ارشد هندی در سال ۲۰۰۴ از سوی فایننشیال تایمز، جایزه جهانی ارتباطات در سال ۲۰۰۴ را با عنوان تأثیرگذارترین فرد در زمینه مخابرات در سال ۲۰۰۶ اشاره کرد.

## شرکت ریلاینس
ریلاینس مجموعه گسترده‌ای از محصولات شامل: نفت خام، گاز طبیعی، پتروشیمی، فروشگاه‌های زنجیره‌ای، پلیمر، پلی‌استر، مواد شیمیایی و محصولات نساجی را ارائه می‌کند.
این شرکت در سال ۱۹۶۶ توسط دهیروبهای امبانی که یک کارخانه‌دار نساجی بود، تأسیس شد. گرچه فعالیت‌های نفتی شرکت هسته اصلی کسب و کارش را شکل داده‌است، فعالیت‌هایش را در سال‌های اخیر بسیار متنوع شده‌است.
بعد از جدایی بین دو پسر مؤسس شرکت، موکش و آنیل، این گروه در سال ۲۰۰۶ بین آن دو تقسیم شد. در سپتامبر سال ۲۰۰۸ شرکت ریلاینس تنها بنگاه هندی‌ای بود که در لیست «۱۰۰ شرکت با بیشترین احترام در جهان» در فهرست منتشر شده توسط مجله فوربز قرار گرفت.

## پالایشگاه جام‌نگر
پالایشگاه جام‌نگر، بزرگ‌ترین پالایشگاه نفت در جهان است، که در شهر جام‌نگر، گجرات، هند قرار دارد. این پالایشگاه که در ۱۴ ژوئیه ۱۹۹۹ فعالیت خود را آغاز نموده، متعلق به شرکت نفتی ریلاینس است و هم‌اکنون ظرفیت تولید نفت خامی معادل ۶۶۸٫۰۰۰ بشکه در روز را، دارا می‌باشد. ظرفیت پالایش ترکیبی (مجموع پالایش) این پالایشگاه برابر ۱٫۲۴ میلیون بشکه (معادل ۱۹۷٫۰۰۰ مترمکعب) در روز برآورد شده‌است.